# Parafia św. Anny w Grodzisku Mazowieckim
Parafia pw. św. Anny w Grodzisku Mazowieckim – rzymskokatolicka parafia należąca do dekanatu grodziskiego, archidiecezji warszawskiej, metropolii warszawskiej Kościoła katolickiego.
Proboszczem od 2019 jest ks. prał. Dariusz Gal.

## Historia

### Drewniane, dawne kościoły parafii.
Powstanie parafii datuje się na 1355 rok, kiedy powstał drewniany kościół ufundowany przez Tomasza Grodziskiego. Budynek spłonął jednak około roku 1460. W tym samym roku ród Grodziskich ufundował kolejną drewnianą świątynię. Drewniane kościoły budowano w tym miejscu jeszcze w latach 1521 i 1590 z inicjatywy Aleksandra i Krzysztofa Okuniów.

### Kościół parafialny
Obecny, murowany budynek kościoła pochodzi z 1688 roku. Ufundował go nowy właściciel Grodziska, kasztelan rawski Wojciech Mokronoski.
25 września 1808 roku biskup Onufry Szembek konsekrował świątynię. W 1888 roku dobudowano dwie nawy boczne oraz wieżę. Ostateczny kształt świątyni nadano w 1927 roku, kiedy zakończono naprawę zniszczeń wojennych. W latach 90. miał miejsce generalny remont kościoła.

### Cmentarz
W 1817 roku powstał cmentarz parafialny.